# Ümit Davala
Ümit Davala (30 de julho de 1973) é um ex-futebolista turco, mas nascido na Alemanha. Atualmente, é o capitão da Seleção Turca de Futsal e assistente técnico da Seleção Turca sub-20. Davala era um flanqueiro pela direita, que podia atuar em todas as posições daquele lado do campo: como lateral defensivo, como ala, como meio-campista externo em uma linha de quatro e até como ponta-direita num ataque com três jogadores.

## Carreira

### Início de carreira e Galatasaray
Ümit começou sua carreira nos pequenos clubes alemães VfR Mannheim, ASV Feudheim e Türkspor Mannheim. Deste time de colônias turcas da região, acabou se transferindo para o clube turco do Afyonspor. Ainda juvenil, foi adquirido pelo Istanbulspor AS e emprestado para o Genclerbirligi e depois Diyarbakırspor. Voltou ao Istanbulspor e lá passou um ano até ser pinçado pelo Galatasaray, onde se estabeleceu como titular.
No Galatasaray, viveu o período mais frutífero de sua carreira. Foi campeão do Campeonato turco de futebol por três temporadas seguidas, a última sendo a inesquecível temporada 99-2000, na qual o Gala ganhou também a Copa da Turquia, a Copa da UEFA e a Supercopa Européia. Ümit jogava ao lado de Taffarel, Gheorghe Popescu, Bülent Korkmaz, Hakan Şükür, Arif Erdem e Gheorghe Hagi no time que venceu o Arsenal por pênaltis. Ümit marcou o terceiro na disputa, que terminaria 4 a 1 após um 0 a 0 aguerrido.
No jogo que decidiu a Copa da Turquia, Davala marcou duas vezes contra o rival Beşiktaş, o que coroou seu status como um dos ídolos do time.

### Ida para a Itália
Na UEFA Champions League de 99-2000, Ümit marcou para o Gala contra o AC Milan, eliminando-os da primeira fase de grupos. Em 2000-2001, enfrentou o time italiano duas vezes na segunda fase de grupos, e novamente os italianos acabaram eliminados e o Galatasaray em primeiro. Assim, para a temporada 01/02, não foi surpresa que o time milanês tenha contratado o técnico Fatih Terim, que trouxe junto Ümit depois de arrastadas negociações. Ele estreou com a camisa 34 em 16 de setembro de 2001 em Udine, contra a Udinese Calcio num placar que terminou 2 a 1 para os milanistas. Contudo, Terim foi demitido após maus resultados. Na sua primeira partida sob o comando de Carlo Ancelotti, Ümit foi expulso contra o Parma, num jogo que acabou 1 a 0 para o Milan. Davala ainda jogou esporadicamente ao longo da temporada, mas parecia claro que não perduraria no clube.
No verão de 2002, Davala foi para a Inter de Milão, em troca pelo beque Dario Šimić. Ao contrário do croata, que foi aproveitado no Milan, Davala nem chegou a jogar pela Inter - foi emprestado ao Galatasaray, pois não queria perder a boa forma que mostrara na Copa. Jogou uma temporada em seu time do coração antes de ir, novamente por empréstimo, para seu país natal.

### Werder Bremen
Em 2003, Ümit chegou a um acordo com o clube alemão do Werder Bremen Num meio-de campo com Kristián Lisztes, Fabian Ernst e Johan Micoud, Davala foi empregado na lateral-direita numa linha de quatro defensores, com ainda Valerien Ismaël, Mladen Krstajic e Christian Schulz. Davala fixou-se como titular num time que seria campeão alemão em cima do poderoso Bayern de Munique com um humilhante 3 a 1 em plena Allianz Arena. Davala fez, neste campeonato, inúmeras assistências para Ivan Klasnić e Ailton.
Em 2004, após ser contratado permanentemente, começou algumas partidas no banco, recuperou seu lugar de titular até que lesionou o joelho. A lesão parecia simples, mas custou a Ümit a temporada quase toda, na qual apareceu raríssimas vezes, sempre no banco. Começou a temporada 2005-2006 disposto a apagar a má impressão, mas em Outubro de 2005 sofreu uma lesão no quadril que se provou irrecuperável. Com 32 anos, Davala foi liberado no recesso de inverno pelo Bremen, e demorou apenas mais uma semana até que se aposentasse precoce e permanentemente do futebol.

## Seleção turca
Davala estreou na Seleção no verão de 1999, contra a Finlândia. Sua esplêndida forma no Galatasaray rendeu a ele uma vaga, com sua tradicional camisa 22, no grupo que disputou a Euro 2000 na Bélgica e Holanda. Participou dos jogos contra Itália e Suécia, sendo substituído aos 55' e no intervalo, respectivamente. Não jogou contra a Bélgica, mas voltou nas quartas-de-final, quando o time que teve Ozalan Alpay expulso logo aos 5' não resistiu e caiu contra Portugal com uma doppietta de Nuno Gomes.

Ümit foi nome certo na Copa do Mundo de 2002, destacando-se por mais do que seu penteado moicano extravagante, feito pelo colega de quarto Hakan Ünsal. "Eu gosto. Acho que ficou bonito e ele fez com bastante cuidado", disse, à época.
Não começou jogando contra a Brasil, mas entrou aos 66'. Não saiu mais do time. Participou do jogo todo contra a Costa Rica e a China, contra quem fez um gol, o terceiro na goleada por 3 a 0 que garantiu a classificação dos turcos, pois os costarriquenhos afundavam contra o Brasil. Ainda na maré favorável, marcou aos 5' pt contra o Japão nas oitavas-de-final e providenciou o cruzamento para o gol de İlhan Mansız contra a Senegal nas quartas. Foi um tento importantíssimo, pois seria, aos 97' a.e.t., o golden goal, o gol na morte súbita que classificaria os turcos para reencontrar o Brasil. Ümit travou dura batalha com o brasileiro Roberto Carlos no jogo que os brasileiros venceriam por um gol magro de Ronaldo. Na decisão que garantiu o terceiro lugar contra a Coréia do Sul, foi substituído aos 76'. Davala foi figura importante na maior conquista, até hoje, do futebol turco.
A Turquia não conseguiu vaga para a Euro 2004 no Portugal, perdendo a vaga para a surpeendente Letônia, perdendo em Riga por 1 a 0 e empatando em Istanbul em 2 a 2. Davala participou dos dois jogos. Este seria seu último torneio oficial pela Seleção Turca, pois a partir daí, começou a sofrer com lesões até se aposentar no começo de 2006, antes mesmo de ver sua seleção perder a vaga na Copa do Mundo de 2006 para a Suíça.

## Pós-aposentadoria
Após retirar-se do futebol de campo, Davala virou capitão da Seleção Turca de Futsal e também treinador assistente da Seleção Turca sub-21. Em 2004, lançou um álbum de rap em turco que fez certo sucesso em seu país de origem, chamado "UD 2004". É especulado se ele fará outro ou não.

## Títulos
Seleção Turca
- Copa do Mundo de Futebol de 2002: 3º Lugar